# Handball-Regionalliga Mitte (Frauen)
Die Regionalliga Mitte (Frauen) wurde in den Saisonen 2000/01 bis 2004/05 von fünf Regionalverbänden gemeinsam getragen, vom Südwestdeutschen Handballverband organisiert und kam in der Zeit als sechste Regionalliga hinzu.

## Geschichte
Die Regionalliga Mitte wurde bis zu ihrer Auflösung nach der Saison 2004/05 ebenfalls als dritthöchste Spielklasse im deutschen Handball-Ligensystem geführt. 14 Frauenteams spielten um die Meisterschaft. Der Tabellenführer nach dem 26. Spieltag war automatisch Mitteldeutscher Meister und als Aufsteiger für die 2. Handball Bundesliga qualifiziert. Die drei letztplatzierten Mannschaften mussten in ihre Landesverbände absteigen.

## Meister

### Regionalliga Mitte (Frauen) als dritthöchste Spielklasse
| Saison  | Meister                     | Vizemeister            |
| ------- | --------------------------- | ---------------------- |
| 2000/01 | Thüringer HC                | Eintracht Braunschweig |
| 2001/02 | Reinickendorfer Füchse      | SG Meißen/Riesa        |
| 2002/03 | SHV Oschatz                 | HC Leipzig II          |
| 2003/04 | HSC 2000 Magdeburg          | SC Riesa               |
| 2004/05 | HC Sachsen Neustadt-Sebnitz | SC Reichensachsen      |

- Alle Meister haben ihr Aufstiegsrecht für die
 2. Handball-Bundesliga (Frauen) wahrgenommen.